# نادي سبورتينج (دبي)
نادي سبورتينج نادي كرة قدم إماراتي من الأندية الخاصة يلعب في دوري الدرجة الثالثة الإماراتي ويقع في دبي .